# Daniel Mrázek (esperantista)
Daniel Mrázek (* 23. listopadu 1985) je český esperantista, absolvent historie Pedagogické fakulty Univerzity Karlovy, externí redaktor Českého rozhlasu Leonardo, dlouholetý člen vedení občanského sdružení Česká esperantská mládež, o.s. (v letech 2009-2012 byl jeho předsedou, v současnosti je předsedou revizní komise) a průvodce na hradě Kunětická hora. V patnácti letech vstoupil do Dětské tiskové agentury. V létě roku 2009 byl členem organizačního týmu (hlavním úkolem byly vnější vztahy v České republice) v pořadí již 65. Mezinárodního kongresu esperantské mládeže, který se konal v Liberci. V roce 2011 krátce působil jako redaktor rubriky věnované činnosti Světové esperantské mládežnické organizace v rámci revue Kontakto („Kontakt“).

## Publikace
- Mrázek, Daniel. Československý rozhlas ve 20. a 30. letech 20. století. Praha : Univerzita Karlova, Pedagogická fakulta, 2010. 67 s. Bakalářská práce. Dostupné zde